# Gramat
Gramat er en fransk kommune i departementet Lot
i den sydlige del af landet.
Indbyggerne kaldes Gramatois(es).